# Dajnowo Jaszuńskie
Dajnowo Jaszuńskie (lit. Dainava) − wieś na Litwie, zamieszkana przez 175 ludzi, w gminie rejonowej Soleczniki, 4 km na południe od Jaszunów.